# AJ・ウルフ
AJ・ウルフ（AJ Wolf、2001年9月3日 - ）は、ニュージーランド出身のラグビーユニオン選手。2025年現在ジャパンラグビーリーグワンに参戦する日野レッドドルフィンズに所属している。

## プロフィール
- ニュージーランド出身。
- ポジションはフランカー(FL)、ナンバーエイト(No8)。
- 身長 197 cm、体重 120 kg

## 略歴
チャンセラーステージカレッジ卒業後。2022年、日野レッドドルフィンズに加入。
2024年1月6日に行われたJAPAN RUGBY LEAGUE ONE第3節マツダスカイアクティブズ広島戦にて先発出場でリーグワン公式戦初出場を果たして、デビュー戦でトライをあげた。